# Särkijärvi (sjö i S:t Michel, Södra Savolax)
Särkijärvi är en sjö i kommunen S:t Michel i landskapet Södra Savolax i Finland. Sjön ligger 83,2 meter över havet. Arean är 56 hektar och strandlinjen är 9,3 kilometer lång. Sjön  ingår i Vuoksens huvudavrinningsområde.   Den ligger omkring 12 kilometer öster om S:t Michel och omkring 220 kilometer nordöst om Helsingfors. 
Särkijärvi ligger öster om Louhijärvi. 